# Disolución del Imperio ruso
Con el nombre de disolución del Imperio ruso se conoce a los procesos de desintegración sistémica que tuvieron lugar en la economía, la estructura social, las esferas sociales y políticas del Imperio ruso, que llevaron al cese de la existencia del mismo, como efecto combinado de las Revoluciones rusas de 1917 y la abdicación del zar Nicolás II, la derrota de Rusia en la Primera Guerra Mundial y la Guerra civil rusa. El 1 de septiembre de 1917, con la proclamación de la República Rusa, el Imperio ruso dejó formalmente de existir.
La Revolución de febrero de 1917 provocó un notable aumento del separatismo, principalmente polaco, ucraniano y finlandés. Después de la Revolución de octubre de 1917, comenzó un nuevo y generalizado separatismo y, en particular, se proclamó la independencia de Finlandia. Los intentos del gobierno bolchevique de recuperar el control sobre las zonas fronterizas nacionales occidentales prácticamente perdidas (Finlandia, Estonia, Letonia, Lituania, Bielorrusia, Ucrania, etc.) fracasaron durante la ofensiva alemana en la primavera de 1918.
El levantamiento del cuerpo checoslovaco en el verano de 1918 se convierte en un catalizador para una mayor desintegración, provocando la formación de gobiernos no controlados por Moscú que ya se encuentran en el territorio de la propia Rusia. Durante la Guerra civil, los bolcheviques recuperaron el control sobre la mayor parte del territorio del antiguo Imperio ruso.
Con la formación de la Unión Soviética (30 de diciembre de 1922), la adopción de la Constitución del nuevo estado (31 de enero de 1924) y el posterior reconocimiento internacional de la Unión Soviética por las principales potencias extranjeras en el plazo de 1 año (del 1 de febrero de 1924 al 20 de enero de 1925), el proceso de poner fin a la existencia del Imperio ruso y de desintegración sistemática en todas las esferas del país puede considerarse completado. El final de este período incluye también el fin de la intervención militar extranjera en Rusia (15 de mayo de 1925) y la liquidación del último “frente” del Ejército Rojo durante la Guerra civil (4 de junio de 1926).